# Byzantine commonwealth

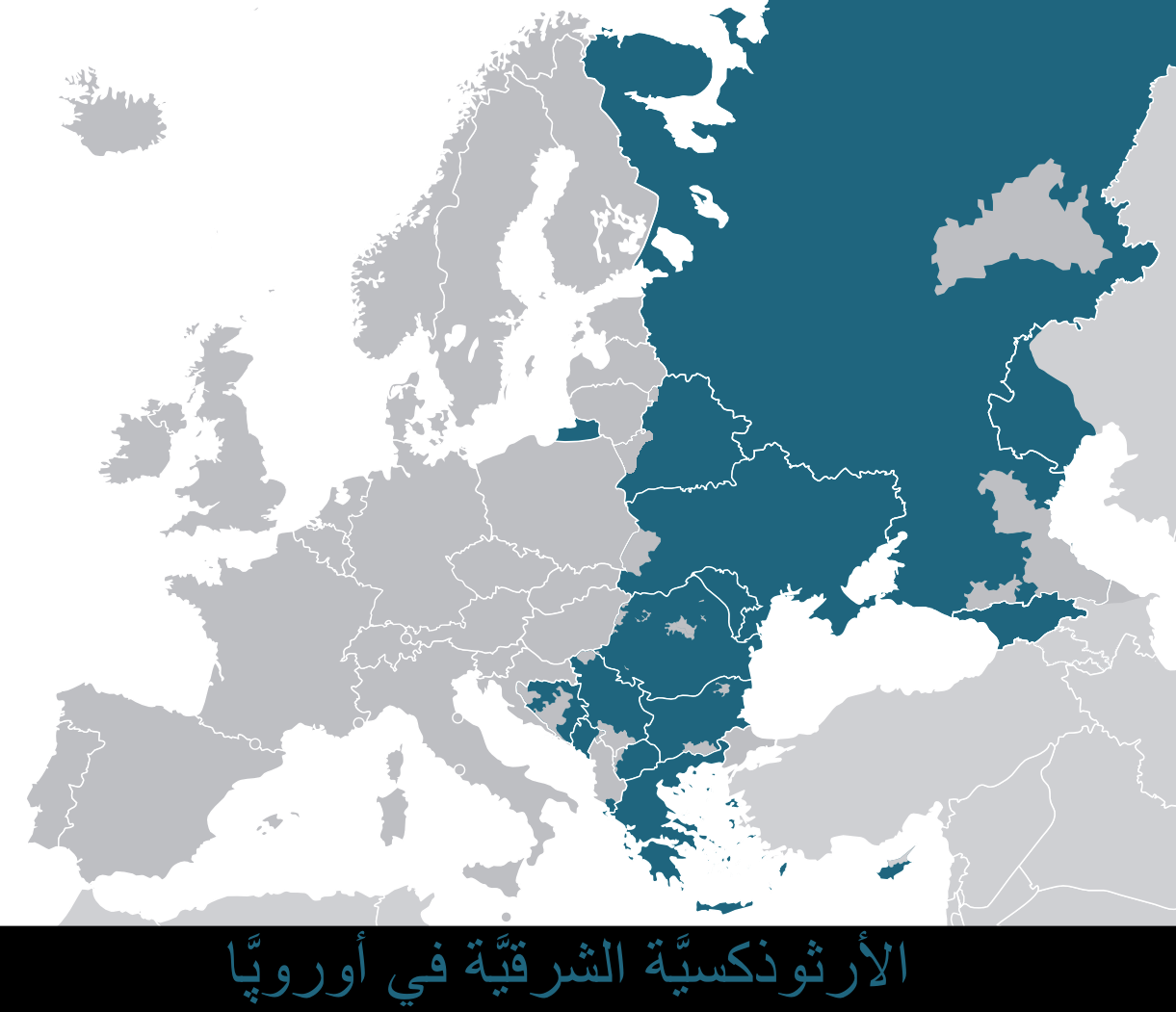
Prawosławie w Europie

Byzantine commonwealth (Wspólnota bizantyńska) – dwudziestowieczny termin określający terytoria bizantyńskiego wpływu kulturowego na Bałkanach i w Europie Wschodniej. Obszar ten współcześnie obejmuje prawosławne kraje takie jak: Grecja, Macedonia, Bułgaria, Serbia, Czarnogóra, Rumunia, Mołdawia, Ukraina, Białoruś, Rosja i południowo-zachodnia Gruzja. Twórcą tego pojęcia był angielski bizantynolog Dimitri Obolensky. W syntezie The Byzantine Commonwealth 500-1453 (London 1971) ukazał wagę bizantyńskiej ekumeny, gdzie narody znajdowały swe własne miejsce. Potraktował ten rejon jako część Europy. Integracja tego rejonu z Europą Zachodnią była ważkim procesem europejskim. W kolejnej ze swoich prac Dimitri Obolensky - Six Byzantine Portraits ukazał sześć postaci ważnych dla życia tego regionu. 